# 시각 장애인 유도 블록

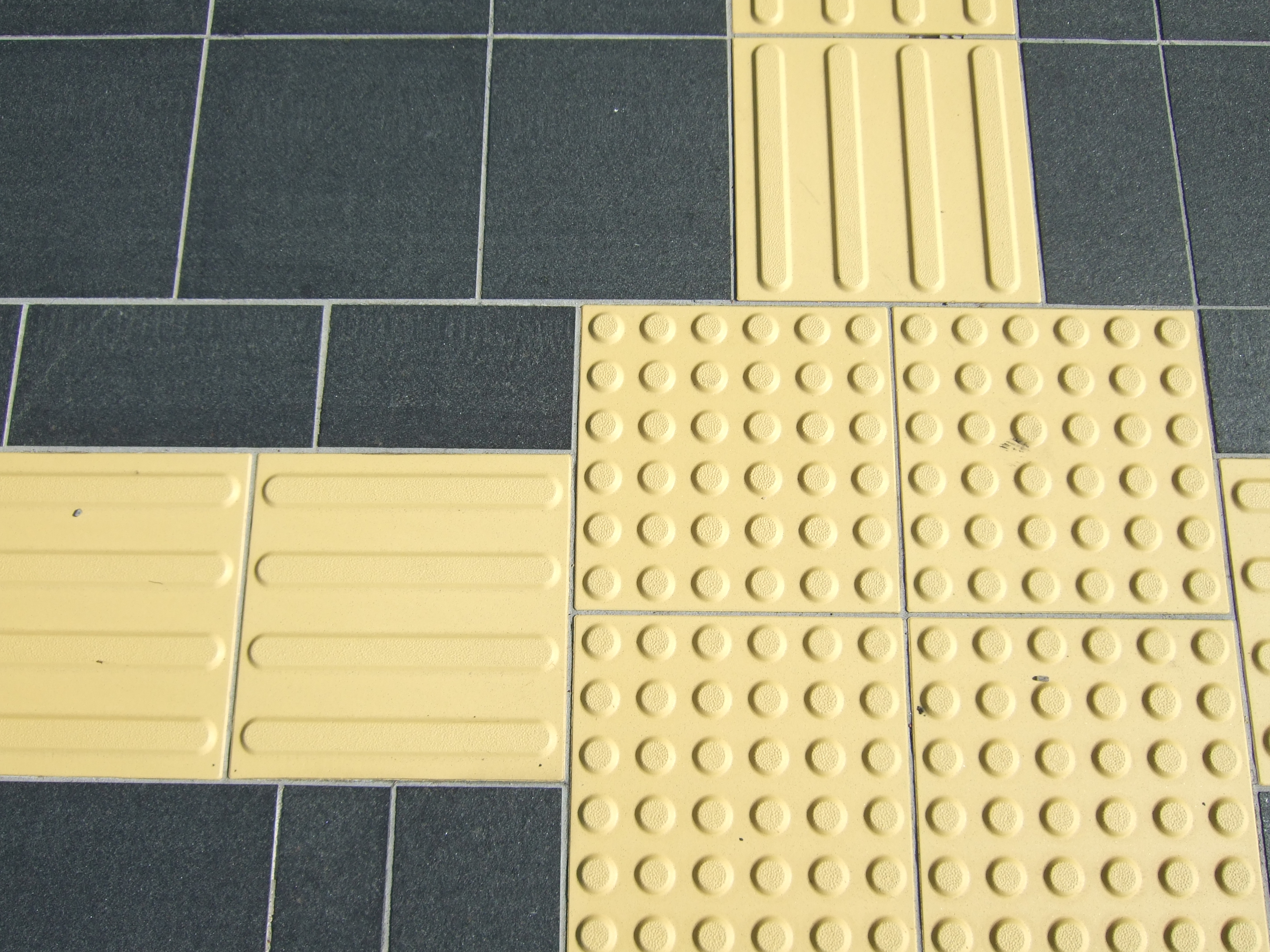
점자 블록

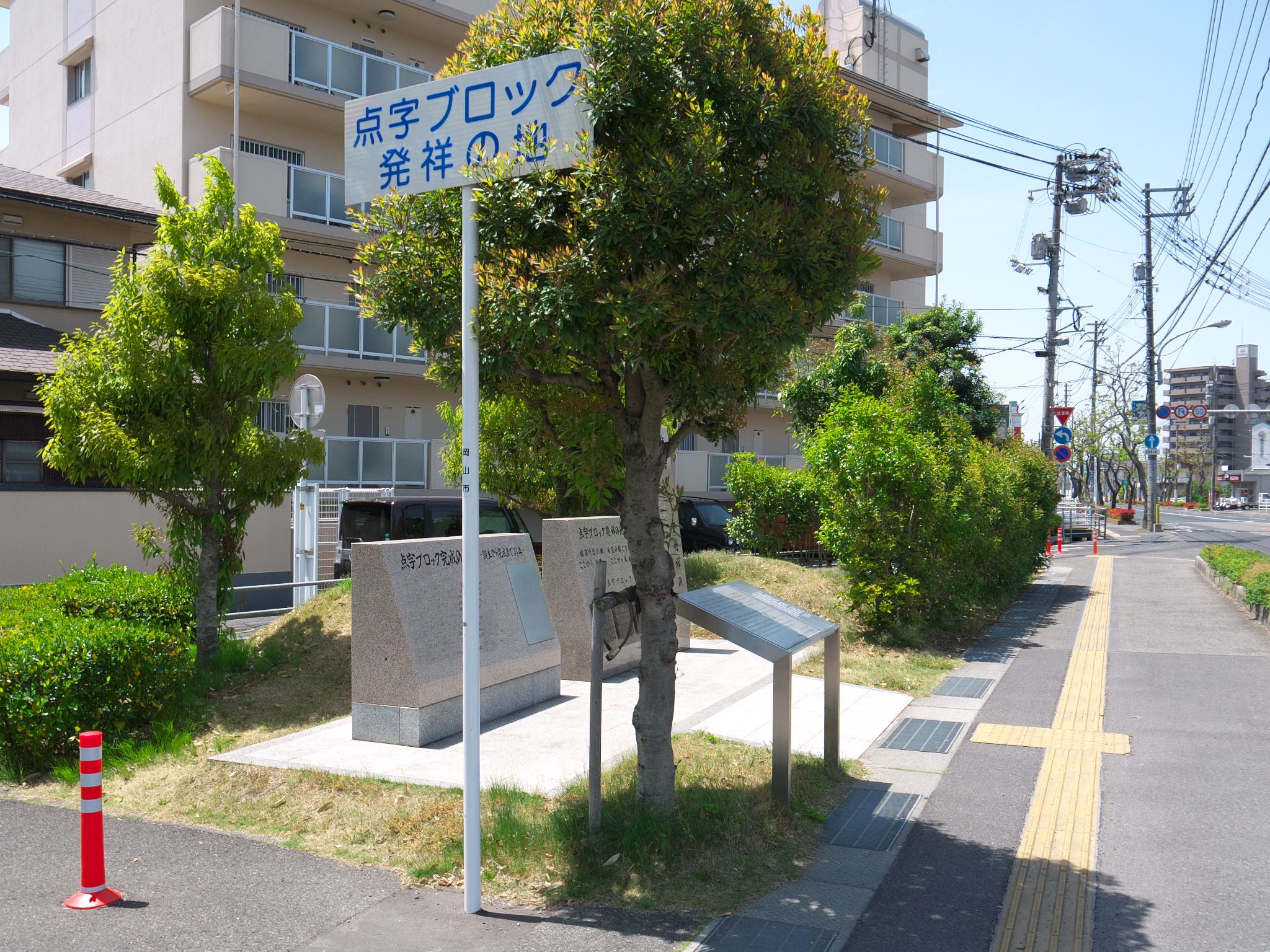
유도 블록이 처음 설치된 곳
일본 오카야마시 나카구 하라오시마

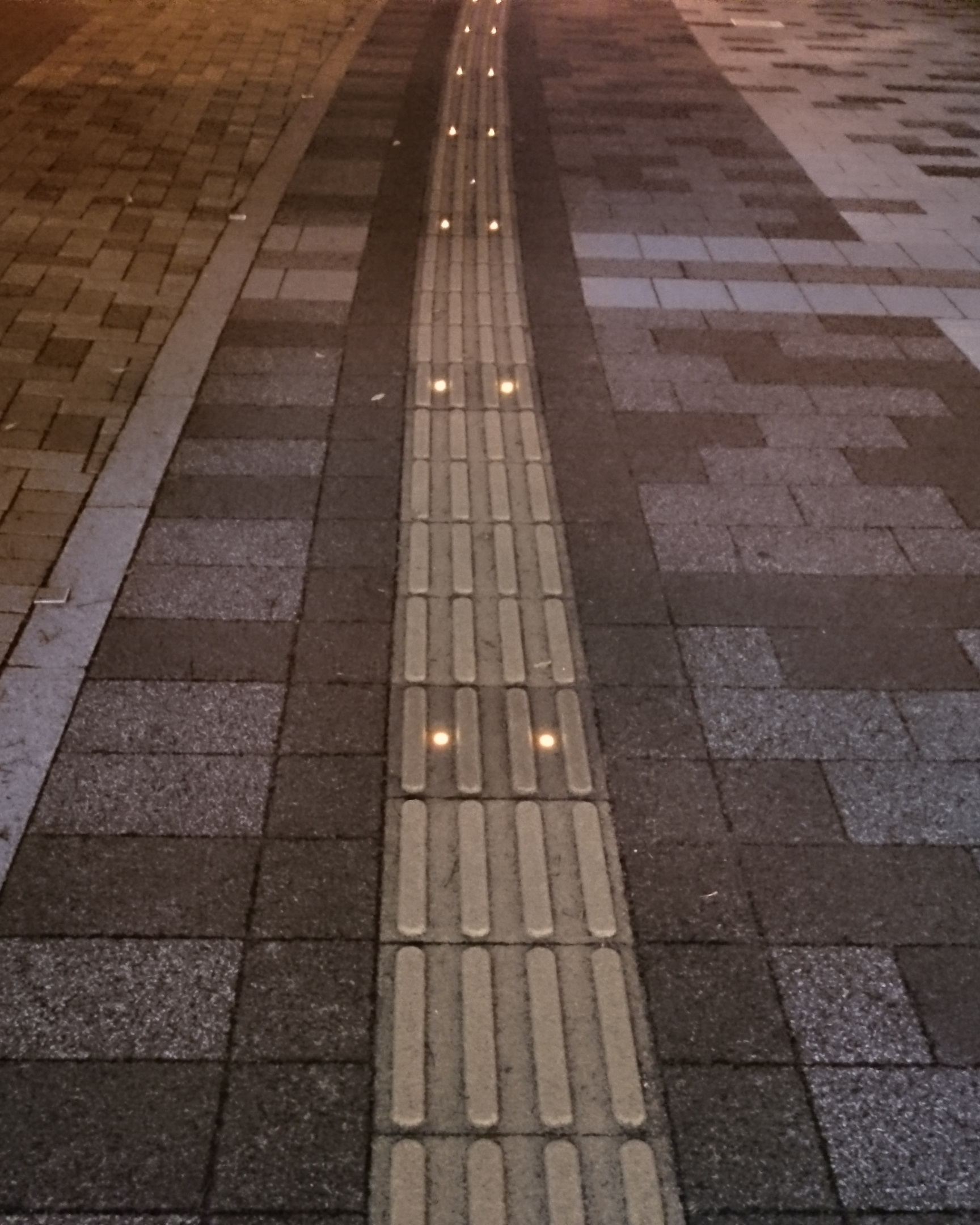
LED 불빛이 들어오는 점자 블록

시각 장애인 유도 블록(점자 블록 또는 안전유도블록이라고도 부름)은 시각 장애인이 안전하게 다닐 수 있도록 하기 위해 바닥에 설치되어 있는 울퉁불퉁한 블록이다. 1965년에 일본의 미야케 세이이치(三宅精一, Seiichi Miyake)가 친구의 실명을 계기로 발명했고, 1967년 3월 18일 일본 오카야마 현립 오카야마 맹인 학교와 가까운 국도 2호 주변 교차로에 최초로 설치되었다. 그 후 전세계로 확산되었다.

## 같이 보기
- 흰지팡이
- 안내견